# Гнатовка (Новомосковский район)
Гнатовка (укр. Гнатівка) — село,
Новостепановский сельский совет,
Новомосковский район,
Днепропетровская область,
Украина.
Код КОАТУУ — 1223284504. Население по переписи 2001 года составляло 376 человек .

## Географическое положение
Село Гнатовка находится в 4-х км от левого берега реки Богатенькая,
в 0,5 км от села Варваровка.
По селу протекает пересыхающий ручей с запрудой.